# Challenger Concepción 2021
Il Challenger Concepción 2021, conosciuto anche come Dove Men+Care Challenger Concepción per motivi di sponsorizzazione, è stato un torneo maschile di tennis giocato sulla terra rossa. È stata la 1ª edizione del torneo, facente parte della categoria Challenger 80 nell'ambito dell'ATP Challenger Tour 2021, con un montepremi di 52 080 $. Si è giocato al Club De Campo Bellavista di Concepción, in Cile, dal 15 al 21 febbraio 2021.

## Partecipanti

### Teste di serie
| Nazionalità | Giocatore           | Ranking* | Testa di serie |
| ----------- | ------------------- | -------- | -------------- |
| Argentina   | Federico Coria      | 92       | 1              |
| Slovacchia  | Andrej Martin       | 103      | 2              |
| Portogallo  | Pedro Sousa         | 107      | 3              |
| Bolivia     | Hugo Dellien        | 112      | 4              |
| Colombia    | Daniel Elahi Galán  | 115      | 5              |
| Brasile     | Thiago Seyboth Wild | 117      | 6              |
| Argentina   | Facundo Bagnis      | 127      | 7              |
| Germania    | Daniel Altmaier     | 134      | 8              |

* Ranking all'8 febbraio 2021.

### Altri partecipanti
I seguenti giocatori hanno ricevuto una wild card per il tabellone principale:
- Nicolás Álvarez
- Nicolás Jarry
- Gonzalo Lama

Il seguente giocatore è entrato in tabellone come alternate:
- Camilo Ugo Carabelli

I seguenti giocatori sono passati dalle qualificazioni:
- Hernan Casanova
- Carlos Gómez-Herrera
- Vitaliy Sachko
- Thiago Agustín Tirante

## Punti e montepremi
| Torneo    | Torneo              | V     | F     | SF    | QF    | 2T  | 1T  | Q | Q2  | Q1  |
| Singolare | Punti               | 80    | 48    | 29    | 15    | 7   | 0   | 4 | 2   | 0   |
| Singolare | Premi in denaro ($) | 7 200 | 4 240 | 2 510 | 1 460 | 860 | 520 | – | 260 | 130 |
| Doppio    | Punti               | 80    | 48    | 29    | 15    | –   | 0   | – | –   | –   |
| Doppio    | Premi in denaro ($) | 3 100 | 1 800 | 1 080 | 640   | –   | 360 | – | –   | –   |

## Campioni

### Singolare
Sebastián Báez ha sconfitto in finale  Francisco Cerúndolo con il punteggio di 6–3, 6(5)–7, 7–6(5).

### Doppio
Orlando Luz /  Rafael Matos hanno sconfitto in finale  Sergio Galdós /  Diego Hidalgo con il punteggio di 7–5, 6–4.